# Wola Kalinowska
Wola Kalinowska est une localité polonaise de la gmina de Sułoszowa, située dans le powiat de Cracovie en voïvodie de Petite-Pologne.